# Spessard Holland

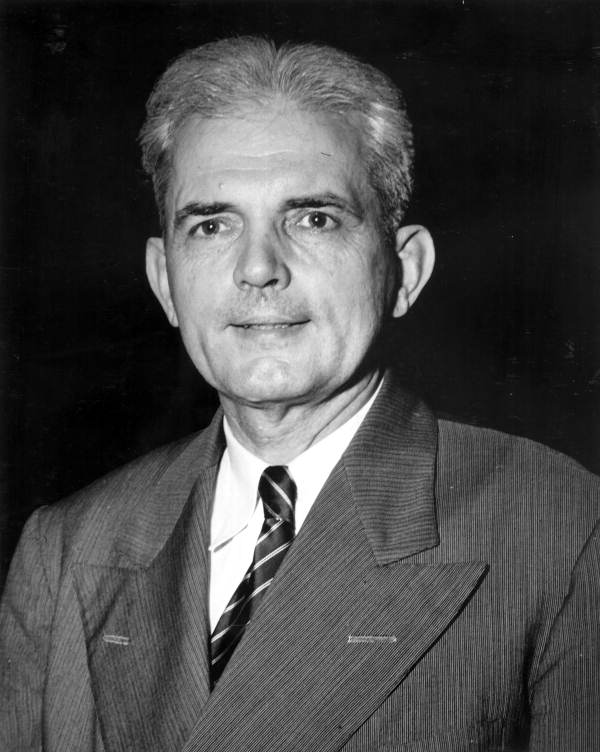

Spessard Lindsey Holland (ur. 10 lipca 1892 w Bartow w stanie Floryda, zm. 6 listopada 1971 tamże) – amerykański polityk, działacz Partii Demokratycznej, prawnik.
Walczył w I wojnie światowej. W latach 1932–1940 zasiadał w Senacie stanu Floryda. Od 1941 do 1945 pełnił funkcję gubernatora tego stanu. W latach 1946–1971 był senatorem 1. klasy z Florydy.
8 lutego 1919 poślubił Mary Agnes Groover. Para miała czworo dzieci. 